# Gara Băbeni
Gara Băbeni este o stație de cale ferată care deservește orașul Băbeni, județul Vâlcea, România.